# Alternate Mark Inversion
Pour les articles homonymes, voir AMI.

Un exemple du codage par alternate mark inversion, ou AMI, montrant la relation entre les données, l'horloge et le signal codé.

Bipolar Alternate Mark Inversion (Bipolar-AMI) est une technique de codage en ligne pour les lignes T1 qui utilisent des impulsions bipolaires pour représenter les états logiques. C'est en réalité un système à 3 niveaux.  Un 0 logique est représenté par une absence de symbole, tandis qu'un 1 logique est représenté par une impulsion de polarité alternative. L'utilisation d'un codage alternatif prévient l'apparition d'une composante continue dans le conducteur. Ceci est un avantage non négligeable, car les conducteurs sont souvent utilisés pour transporter une petite quantité de courant pour alimenter les équipements intermédiaires tels que les répéteurs.
Le codage AMI était utilisé massivement dans la première génération des réseaux T1 utilisant le PCM[Quoi ?], mais une longue suite de 0 ne provoquait pas de changement d'état dans le flux de données (n'autorisant pas une synchronisation suffisamment précise). Les transmissions fiables s'appuient sur le fait que l'utilisateur n'a pas besoin d'éviter d'émettre de longues suites de '0'. Pour le transport de la voix, le bit de poids faible est toujours mis à  '1', ce qui générait des transitions sur le conducteur. Ceci fonctionnait bien pour la voix, mais pas pour les données.
D'autres types de codage en ligne sont apparus pour fournir des transitions quelles que soient les données transportées. B8ZS est une version pour l'Amérique du Nord, alors que HDB3 est le codage utilisé en Europe et au Japon.
Exemple de codage AMI : La suite de bits " 1 0 0 0 0 1 1 0 " devient " + 0 0 0 0 - + 0 " une fois encodée.